# Ecdysone

Formules de l'ecdysone et de la 20-hydroxy-ecdysone (en rouge, l'hydroxyle supplémentaire sur le carbone 20)

 (mai 2017).
Si vous disposez d'ouvrages ou d'articles de référence ou si vous connaissez des sites web de qualité traitant du thème abordé ici, merci de compléter l'article en donnant les références utiles à sa vérifiabilité et en les liant à la section « Notes et références ».
L'ecdysone est une hormone stéroïde intervenant notamment dans le processus de la mue des arthropodes et dans le contrôle de leur reproduction : elle a été isolée comme hormone de mue en 1954 par Butenandt et Karlson, sous le nom d'α-ecdysone (appellation qui n'est plus utilisée maintenant) et sa structure stéroïde a été élucidée en 1965 par Huber et Hoppe.
Cependant, l'hormone de mue la plus active chez la plupart des arthropodes n'est pas l'ecdysone, mais la 20-hydroxy-ecdysone (isolée sous le nom de β-ecdysone, de crustecdysone ou d'ecdystérone, noms qui ne sont plus utilisés maintenant). L'ecdysone en est le précurseur direct, qui doit être hydroxylé sur le carbone en position 20 (d'où son nom) pour devenir la forme active.
Les précurseurs et métabolites de l'ecdysone, ainsi que de nombreuses molécules voisines, sont appelés les ecdystéroïdes (ce terme est préférable à "ecdysones", que l'on trouve encore parfois). De nombreux ecdystéroïdes sont synthétisés chez les animaux, et encore plus chez les plantes. On appelle ces derniers des phytoecdystéroïdes (et par opposition les premiers sont parfois nommés "zoo-ecdystéroïdes"). Les phytoecdystéroïdes joueraient un rôle de défense de la plante contre certains insectes.

## Biosynthèse et métabolisme de l'ecdysone

### Organes de biosynthèse
L'ecdysone est essentiellement produite par les glandes de mue, connues sous le nom de glandes prothoraciques chez de nombreux insectes ou d'organe Y chez de nombreux crustacés. Mais elle est produite également par d'autres organes, notamment les gonades, chez les arthropodes adultes.
Parfois, l'ecdysone est remplacée ou accompagnée par d'autres précurseurs de l'hormone de mue, comme la 3-déhydro-ecdysone ou la 2-désoxy-ecdysone, mais d'une manière assez générale, l'hormone active, la 20-hydroxy-ecdysone, n'est pas sécrétée par les glandes de mue ou par les gonades. Elle se forme le plus souvent dans les tissus périphériques, où elle exerce son action.

### Voies de biosynthèse
Les insectes, comme sans doute la plupart des arthropodes, ne sont pas capables d'effectuer la biosynthèse du noyau stérol et ils doivent donc tirer de leur alimentation un stérol qui sera le précurseur de leur hormone de mue. Celui-ci est généralement le cholestérol, pour les espèces se nourrissant aux dépens d'organismes animaux, mais il s'agit d'un autre stérol, comme le stigmastérol ou le sitostérol, pour les espèces phytophages, que l'animal doit le plus souvent transformer en cholestérol (qui est pratiquement absent chez les plantes).
Les étapes de la biosynthèse ne sont pas toutes connues. La première est une transformation du cholestérol en 7-déhydrocholestérol, mais les étapes suivantes restent encore non définies (on parle actuellement de "boîte noire"). Puis, le stéroïde est finalisé par un certain nombre d'hydroxylations, chacune réalisée par une hydroxylase spécifique, mais utilisant le cytochrome P450 comme cofacteur. Ces enzymes ont été découvertes chez l'embryon de drosophile, grâce à des mutations qui en stoppaient le développement en créant une carence hormonale.

### Contrôle neuroendocrine de la biosynthèse
La biosynthèse de l'ecdysone est régulée par plusieurs mécanismes de contrôle, activateurs ou inhibiteurs. Chez les insectes, la biosynthèse de l'ecdysone est essentiellement placée sous le contrôle activateur d'une neurohormone cérébrale, appelée hormone prothoracotrope, libérée au niveau d'un organe neuro-hémal, les corps allato-cardiaques. Chez les crustacés, au contraire, l'activité de la glande de mue est essentiellement régulée par une hormone inhibitrice de la mue, libérée par une glande située dans le pédoncule oculaire. En fait, des mécanismes activateurs et inhibiteurs coexistent probablement chez tous les arthropodes, à des degrés divers selon les différents groupes.

### Dégradation des ecdystéroïdes
Les ecdystéroïdes sont hydroxylés et conjugués de différentes manières pour être inactivés, puis excrétés, par l'animal.

## Fonctions biologiques

### Rôle dans le contrôle de la mue
La 20-hydroxy-ecdysone est l'hormone qui déclenche la phase pré-exuviale de la mue des arthropodes. La première manifestation est l'apolyse, c'est-à-dire le décollement de l'épiderme et de la cuticule, suivie de remaniements cellulaires, et de la synthèse d'une nouvelle cuticule, sous l'ancienne qui sera rejetée à l'exuviation.
Chez les insectes, si les ecdystéroïdes agissent en synergie avec l'hormone juvénile (émise par les corps allates), on assiste alors a une mue larvaire, conduisant à une augmentation de taille de l'individu (mue de croissance). En l'absence d'hormone juvénile, les ecdystéroïdes conduisent à une mue de métamorphose (aboutissant à l'imago).

### Rôle dans le contrôle de la reproduction
Outre son rôle d'hormone de mue chez les larves, l'ecdysone est aussi impliquée dans le contrôle des fonctions de reproduction chez l'insecte adulte. Elle est notamment sécrétée par l'ovaire au cours du processus de vitellogenèse. Chez de nombreux insectes, l'ecdysone et ses dérivés sont aussi stockés dans les œufs où ils participent au contrôle du développement embryonnaire.

### Modes d'action
L'hormone de mue agit le plus souvent par l'intermédiaire d'un récepteur nucléaire, présent dans les cellules cibles. On connait toutefois aussi des cas particuliers où elle interagit avec un récepteur membranaire.
Le récepteur nucléaire de l'hormone de mue est appelé, par simplification, récepteur de l'ecdysone, mais c'est avant tout le récepteur de l'hormone la plus active, qui est la 20-hydroxy-ecdysone, ainsi que celui de tous les ecdystéroïdes actifs ou de leurs mimétiques (voir plus bas). Le récepteur fonctionnel, qui active la transcription de gènes cibles en présence de son ligand, est un complexe (hétérodimère) de deux protéines nucléaires appartenant à la superfamille des récepteurs nucléaires, EcR et Usp. La protéine EcR (pour ecdysone receptor en anglais) a une structure composée de plusieurs domaines, notamment un domaine de liaison du ligand (ecdystéroïde), et un domaine de liaison à l'ADN. En cela, EcR présente de nombreuses homologies structurales avec les récepteurs des hormones stéroïdes de vertébrés. Pourtant, sur le plan fonctionnel, la protéine EcR ne semble pas capable, à elle seule, d'une capacité de liaison suffisante avec son ligand ou avec l'ADN pour activer la transcription. Pour cela, EcR doit impérativement se dimériser avec un autre récepteur nucléaire, Usp (pour ultraspiracle, nom d'une mutation qui a permis d'identifier cette protéine). Usp est l'orthologue de RXR, une autre protéine de la superfamille des récepteurs nucléaires, connue chez les vertébrés pour fonctionner aussi en hétérodimère (par exemple avec RAR).

## Les phytoecdystéroïdes
De nombreuses plantes contiennent des quantités variables d'ecdystéroïdes, pouvant représenter jusqu'à 2 % de leur poids sec. Certains de ces ecdystéroïdes sont identiques à ceux trouvés chez les animaux, d'autres sont très différents, mais parfois beaucoup plus biologiquement actifs que la 20-hydroxy-ecdysone. Ces ecdystéroïdes n'ont probablement pas de rôle hormonal dans le développement des plantes, bien que celles-ci aient aussi des hormones stéroïdes, les brassinostéroïdes, qui régulent leur croissance. Les phytoecdystéroïdes semblent plutôt participer à la défense des plantes contre les insectes ou d'autres arthropodes qui les parasitent. Toutefois, certains insectes sont très bien protégés contre l'ingestion de tels phytoecdystéroïdes, car ils possèdent, au niveau de l'intestin, les enzymes capables de les inactiver. Cependant, les ecdystéroïdes de plantes ont aussi naturellement des effets anti-appétants efficaces sur les insectes.

## Les agonistes des ecdystéroïdes utilisés comme insecticides
Les ecdystéroïdes sont des molécules trop complexes à synthétiser, ou à extraire de plantes, pour envisager de les utiliser comme insecticides. Cependant, la recherche de molécules non stéroïdes, mais capables de déclencher la mue prématurée des insectes, a abouti à la mise en évidence des diacylhydrazines (dérivés des hydrazides de l'acide benzoïque), comme le tébufénozide (en). Ce sont des molécules relativement peu coûteuses à synthétiser, ayant la possibilité de se lier au récepteur de l'ecdysone, mais que l'insecte ne sait pas éliminer aussi rapidement que les ecdystéroïdes. Leur pulvérisation sur des insectes et/ou leur ingestion provoquent des mues anticipées, ou des défaillances dans les mécanismes de reproduction, ayant un effet létal sur les insectes uniquement. De plus, les progrès de la chimie, associés à une recherche d'optimisation de la liaison de telles molécules avec les récepteurs des différents groupes d'insectes, laissent espérer la mise au point d'insecticides très spécifiques contre certains nuisibles, mais n'ayant pratiquement pas d'effet contre les autres insectes.